# Nadnaravno
S pojmom nadnaravno opisujemo domnevne pojave ali entitete, ki niso podvržene zakonom narave. Ta izraz se pripisuje nefizičnim entitetam, kot so angeli, demoni, bogovi in duhovi . Vključuje tudi sposobnosti, ki jih ta bitja utelešajo ali zagotavljajo, vključno s čarovnijo, telekinezo, levitacijo, predznanjem in zunajčutnim zaznavanjem. Filozofija naturalizma trdi, da so vsi pojavi znanstveno razložljivi in da nič ne obstaja zunaj naravnega sveta, zato se nadnaravne trditve obravnavajo s skepso.

## Zgodovina koncepta
Čeprav ima izraz "narava" že od antičnega sveta več različnih pomenov, se je izraz "nadnaravno" pojavil v srednjem veku, v antičnem svetu pa ni obstajal. Nadnaravno je prisotno v folklornem in verskem kontekstu, lahko pa je prisotno tudi kot razlaga v bolj sekularnih kontekstih, npr. v primerih vraževerja ali prepričanja v paranormalno.

## Epistemologija in metafizika
Metafizični razmisleki o obstoju nadnaravnega so kot vaja v filozofiji ali teologiji težavni, ker je treba kakršnokoli odvisnost od njegove antiteze, naravnega, na koncu obrniti ali zavrniti.
Ena od težav je nesoglasje glede opredelitve pojma "naravno" in omejitev naturalizma. Koncepti na področju nadnaravnega so tesno povezani s koncepti v verski duhovnosti in okultizmu ali spiritualizmu.
Izraz "nadnaravno" se pogosto uporablja izmenično z izrazom paranormalno, kot pridevnik za opisovanje sposobnosti, ki presegajo kar je mogoče znotraj meja zakonov fizike.
Pogledi na "nadnaravno" se razlikujejo. Nadnaravno je na primer lahko videti kot nekaj, kar je:
- nerazločno od narave. S tega vidika se nekateri dogodki odvijajo v skladu z naravnimi zakoni, drugi pa v skladu z ločenim sklopom načel, ki so zunaj znane narave. Na primer, v sholastiki so verjeli, da je Bog sposoben narediti katerikoli čudež, če to ne vodi v logično protislovje. Nekatere religije pa postavljajo imanentna božanstva in nimajo tradicije analogne nadnaravni; nekateri verjamejo, da se vse, kar kdo doživi, zgodi po volji (okazionalizem), v mislih (neoplatonizem) ali kot del (nedualizem) bolj temeljne božje resničnosti (platonizem).
- napačna človeška lastnost. V tem pogledu imajo vsi dogodki naravne in samo naravne vzroke. To prepričanje predpostavlja, da ljudje pripisujejo nadnaravne lastnosti povsem naravnim dogodkom, kot so strele, mavrice, poplave in izvor življenja.[8][9]

## Antropološke študije
Antropološke študije, da ljudje ne smatrajo ali uporabljajo naravnih in nadnaravnih razlag na medsebojno izključujoč ali dihotomen način. Namesto tega je usklajevanje naravnih in nadnaravnih razlag normalno in razširjeno v vseh kulturah. Medkulturne študije kažejo, da naravne in nadnaravne razlage soobstajajo tako pri odraslih kot otrocih in se nanašajo na številne stvari o svetu, kot so bolezen, smrt in izvori.  Kontekst in kulturni prispevek igrata pomembno vlogo pri določanju, kdaj in kako posamezniki vključujejo naravne in nadnaravne razlage. Soobstoj naravnih in nadnaravnih razlag pri posameznikih je lahko rezultat dveh različnih kognitivnih področij: ena se ukvarja s fizikalno-mehanskimi odnosi in druga s socialnimi odnosi.

## Religija

### Božanstvo
Božanstvo je nadnaravno, ki velja za božansko ali sveto.

### Angel
Angel je na splošno nadnaravno bitje, ki ga najdemo v različnih religijah in mitologijah.

### Prerokba
Prerokba vključuje postopek, v katerem bog predaja sporočilo preroku.

### Razodetje
V religiji in teologiji je razodetje razkritje neke oblike resnice ali znanja s komunikacijo z božanstvom ali drugo nadnaravno entiteto ali entitetami.

### Reinkarnacija
Reinkarnacija je filozofski ali verski koncept, po katerem nek vidik živega bitja po vsaki biološki smrti začne novo življenje v drugačnem fizičnem telesu ali obliki.

### Karma
Karma je duhovno načelo vzroka in posledice, kadar namen in dejanja posameznika (vzroka) vplivajo na prihodnost tega posameznika (učinek).

### Nebesa
Nebesa so pogosto versko, kozmološko ali transcendentno mesto, kjer naj bi bila, od tam izvirajo, ali so tam ustoličena bitja, kot so bogovi, angeli, duhovi, svetniki ali častiti predniki.

### Podzemlje
Podzemlje je nadnaravni svet mrtvih v različnih verskih tradicijah, ki se nahaja pod svetom živih.

## Duh
Duh je nadnaravno bitje, pogosto, vendar ne izključno nefizična entiteta ; na primer duh, vila ali angel. Pojma človekovega duha in duše se pogosto tudi prekrivata, saj sta oba v nasprotju s telesom ali mu dajeta ontološko prednost, za oba pa v nekaterih religijah velja prepričanje, da  preživita telesno smrt. "Duh" ima lahko tudi pomen " duha " kot fizične manifestacije umrle osebe.

## Demon
Demon (iz grškega δαιμόνιον daimónion) je nadnaravno in pogosto zlonamerno bitje, ki prevladuje v religiji, okultizmu, literaturi, fikciji, mitologiji in folklori.

## Čarovnija
Magija ali čarovništvo je uporaba ritualov, simbolov, dejanj, kretenj ali jezika z namenom uporabe nadnaravnih sil. Prepričanje in izvajanje čarovništva je prisotno že od najzgodnejših človeških kultur in ima v mnogih kulturah še danes pomembno duhovno, versko in zdravilno vlogo. Izraz magija ima različne pomene in nima splošno sprejete definicije.

## Prerokovanje
Vedeževanje (iz latinskega divinare "predvidevati, biti navdihnjen od boga", povezano z divinus, božanski) je vpogled v vprašanje ali situacijo s pomočjo okultnega, standardiziranim postopkom ali ritualom. Tekom zgodovine se je uporabljal v različnih oblikah.

## Čarovništvo
Čarovništvo ali čarovništvo na splošno pomeni vadbo in verovanje v magične spretnosti in sposobnosti, ki jih izvajajo posamezniki ali skupine. Čarovništvo je širok izraz, ki se kulturno in družbeno razlikuje, zato ga je težko natančno opredeliti , medkulturne predpostavke o pomenu ali pomenu izraza pa je treba uporabljati previdno.

## Čudež
Čudež je dogodek, ki ga ni mogoče razložiti z naravnimi ali znanstvenimi zakoni. Tak dogodek lahko pripišemo nadnaravnemu bitju (božanstvu), čudodelcu, svetniku ali verskemu vodji.

## Skepticizem
Skepticizem je dvomljiv odnos ali dvom do enega ali več elementov domnevnega znanja ali prepričanja. Pogosto je usmerjen na področja, kot so nadnaravno, morala (moralni skepticizem), religija (skepticizem glede obstoja Boga), ali znanja (skepticizem glede možnosti znanja ali gotovosti). Formalno se skepticizem kot tema pojavlja v kontekstu filozofije, zlasti epistemologije, čeprav se lahko uporablja za katero koli temo, kot so politika, religija in psevdoznanost.
Eden od razlogov, zakaj skeptiki trdijo, da nadnaravno ne more obstajati je, da karkoli »nadnaravnega« ne more biti del naravnega sveta že po definiciji. Čeprav nekateri verniki v nadnaravno vztrajajo, da tega preprosto ni mogoče dokazati z obstoječimi znanstvenimi metodami, skeptiki trdijo, da so takšne metode najboljše orodje, ki so si ga ljudje ustvarili, da bi vedeli, kaj je in česa ni mogoče poznati.

## V leposlovju in popularni kulturi
Nadnaravne entitete in moči so pogoste v različnih fantazijskih delih. Primeri vključujejo televizijske oddaje Supernatural in The X-Files, čarovnijo v serijah Harry Potter, Gospodar prstanov in silo v Vojnah zvezd.